# Hettie Dyhrenfurth
Harriet Pauline 'Hettie' Heyman-Dyhrenfurth (Breslau, 16 november 1892 - Orange, 28 oktober 1972) was een Duits-Zwitserse alpiniste. Bij de Olympische Zomerspelen van 1936 won ze de Prix olympique d'alpinisme.

## Belangrijkste resultaten

### Olympische Zomerspelen
| Jaar | Plaats  | Discipline | Resultaat                                                 |
| ---- | ------- | ---------- | --------------------------------------------------------- |
| 1936 | Berlijn | alpinisme  | Prix olympique d'alpinisme (samen met Günter Dyhrenfurth) |

- Gemeinsame Normdatei: 126349207
- International Standard Name Identifier: 0000 0000 8093 1884
- Library of Congress Control Number: n93000954
- Bibliotheek van het Japanse parlement: 00541158
- Nederlandse Thesaurus van Auteursnamen: 143409832
- Virtual International Authority File: 13975162
- WorldCat: E39PBJvcWTbWF3MgbhQ6jf9hpP